# 王书文 (山东)
王书文（1914年—1944年7月19日），山东人，中共党员，抗日烈士，出身贫农，抗日战争时期参加革命，曾任中共武宝宁工作委员会书记。

## 生平
1943年夏，为加强对蓟运河西部抗日游击区的开辟工作，晋察冀第十三地委派遣王书文来到此地，并于当年7月成立了中国共产党武宝宁工作委员会，王书文任工委书记。
在担任中共武宝宁工作委员会书记期间积极组织群众开展减租增资，在杀倭除奸、开辟抗日根据地过程中很有建树。曾配合挺进丰滦部队打赢了在尔王庄村、梁家沽村等的战斗，并领导开展“砸大乡”运动，迫使离芦台镇较近的南涧沽、北涧沽等伪乡公所撤到芦台。
1944年7月，工委准备在李贤庄村（今天津市宝坻区周良街道李贤庄村）召开各区区委书记会议。1944年7月19日早晨，其与二区区委书记鲁民、四区区委书记高朋等人刚一进村，就突然遭到了日伪讨伐队包围。王书文立即和同志们向村外迁回，很快钻进了青纱帐中。随又转身向西突围，不巧遭遇日伪军和特务，期间他将装有文件的皮包交给通讯员王永祥，令其迅速撤走，自己负责掩护，以免文件落入敌手。当时不远就是一片坟地，王书文以此为屏障，拼死抗争，不幸中弹牺牲，年仅30岁。